# 隅沢克之
隅沢 克之（すみさわ かつゆき）は、日本の男性脚本家。東京都出身。

## 来歴
フリーの脚本家としてぴえろ、東映アニメーション、サンライズを拠点に脚本・シリーズ構成を手がけている。

## 参加作品

### テレビアニメ
1988年
- サザエさん
- ホワッツマイケル

1989年
- ドラゴンボール
- ドラゴンボールZ
- らんま1/2
- かりあげクン

1990年
- NG騎士ラムネ&40
- ドラゴンボールZ たったひとりの最終決戦〜フリーザに挑んだZ戦士 孫悟空の父〜 ※小山高生と連名

1991年
- まじかる☆タルるートくん

1992年
- 幽☆遊☆白書
- 美少女戦士セーラームーン
- スーパービックリマン
- ツヨシしっかりしなさい

1993年
- 美少女戦士セーラームーンR

1994年
- 美少女戦士セーラームーンS
- マクロス7
- 覇王大系リューナイト

1995年
- 新機動戦記ガンダムW（シリーズ構成）

1996年
- 爆走兄弟レッツ&ゴー!!
- 少年サンタの大冒険!
- 逮捕しちゃうぞ

1997年
- 爆走兄弟レッツ&ゴー!! WGP
- CLAMP学園探偵団
- スレイヤーズTRY
- キューティーハニーF

1998年
- 爆走兄弟レッツ&ゴー!! MAX
- ブレンパワード
- 時空転抄ナスカ
- 超速スピナー（シリーズ構成）

1999年
- 小さな巨人 ミクロマン
- ビーストウォーズネオ 超生命体トランスフォーマー
- コレクター・ユイ（シリーズ構成）
- ゾイド -ZOIDS-（シリーズ構成）

2000年
- マイアミ☆ガンズ
- タイムボカン2000 怪盗きらめきマン
- 幻想魔伝 最遊記（シリーズ構成）
- 犬夜叉（シリーズ構成）（第45話から）

2001年
- 地球防衛家族
- 旋風の用心棒（シリーズ構成）
- ゾイド新世紀スラッシュゼロ（シリーズ構成）
- RAVE

2002年
- 東京アンダーグラウンド（シリーズ構成）
- 釣りバカ日誌（シリーズ構成）（2002年11月 第1話 - 第22話）
- NARUTO -ナルト-（シリーズ構成）（2002年10月 第1話 - 135話）

2003年
- 犬夜叉『特別篇 殺生丸を愛した女』
- FIRESTORM
- 最遊記RELOAD
- 金色のガッシュベル!!

2004年
- 犬夜叉『特別篇 弐 めぐり逢う前の運命恋歌』
- 焼きたて!!ジャぱん（シリーズ構成）

2005年
- まじめにふまじめ かいけつゾロリ
- 機動新撰組 萌えよ剣 TV
- ガイキング LEGEND OF DAIKU-MARYU

2006年
- ブラック・ジャック21（シリーズ構成）
- 銀魂
- 結界師
- 祝!(ハピ☆ラキ)ビックリマン（シリーズ構成）※三条陸と連名
- 人造昆虫カブトボーグ V×V

2007年
- BLUE DRAGON

2009年
- 犬夜叉 完結編（シリーズ構成）

2013年
- ムシブギョー

2020年
- 半妖の夜叉姫（シリーズ構成）
- ドラゴンクエスト ダイの大冒険 (2020)

2021年
- 半妖の夜叉姫 弐の章（シリーズ構成）

2025年
- 未ル わたしのみらい

### 劇場アニメ
1991年
- ドラゴンクエスト ダイの大冒険

1998年
- 新機動戦記ガンダムW Endless Waltz 特別篇

2001年
- 劇場版 幻想魔伝最遊記 Requiem 選ばれざるものへの鎮魂歌
- 犬夜叉 時代を越える想い

2002年
- 犬夜叉 鏡の中の夢幻城

2003年
- 犬夜叉 天下覇道の剣

2004年
- 劇場版 NARUTO -ナルト- 大活劇!雪姫忍法帖だってばよ!!
- 犬夜叉 紅蓮の蓬莱島

### OVA
1989年
- 風魔の小次郎

1990年
- 湘南爆走族6 GT380 ヒストリー

1991年
- 湘南爆走族7 スポ根マッド・スペシャル
- NG騎士ラムネ&40EX ビクビクトライアングル愛の嵐大作戦 1

1992年
- 湘南爆走族8 赤い星の伝説

1993年
- 湘南爆走族9 俺とお前のGOOD LUCK!
- NG騎士ラムネ&40DX ワクワク時空 炎の大捜査戦 2
- ふぁんたじあ マロンにおまかせ

1994年
- 覇王大系リューナイト アデュー・レジェンド（シリーズ構成）

1997年
- 新機動戦記ガンダムW Endless Waltz

1999年
- マクロス7 未収録52話 最強女の艦隊

2007年
- 最遊記RELOAD -burial-（シリーズ構成）

2008年
- It's a Rumic World 犬夜叉〜黒い鉄砕牙

2014年
- 新機動戦機ガンダムW  Frozen Teardrop 次なる戦い（エピオン・アレス）(Picture Drama）

2015年
- 機動戦士ガンダム THE ORIGIN I・II

2016年
- 機動戦士ガンダム THE ORIGIN III・IV

2017年
- 機動戦士ガンダム THE ORIGIN V

2018年
- 機動戦士ガンダム THE ORIGIN VI

### ゲーム
1999年
- マクロス VF-X2（脚本）

### ドラマCD
- マクロス7 ドッキングフェスティバル 歌は銀河を救う
- 覇王大系リューナイト ブラボー砦の決闘
- 犬夜叉 聴くドラマCD〜死を呼ぶ温泉しりとり〜（少年サンデー特製CD・応募者全員サービス）
- ドラマアルバム「犬夜叉 地獄で待ってた七人隊!」
- 犬夜叉第559話 あさって（ワイド版全巻予約特典）
- 美少女戦士セーラームーン サウンドドラマコレクション
- 新機動戦機ガンダムW Endless Waltz プリベンター5（プリベンターサンク）

### 小説
- 新機動戦記ガンダムW Endless Waltz 上・下巻
- 新機動戦記ガンダムW Frozen Teardrop 全13巻
- 新機動戦機ガンダムW Frozen Teardrop あさぎ桜画集 Epilogue MC-0023 静寂の終曲（静寂のフィナーレ）

### 漫画
- 新機動戦記ガンダムW Endless Waltz 敗者たちの栄光 - シナリオ 全14巻
- 新機動戦記ガンダムW EPISODE ZERO - 脚本
- 〜異伝・絵本草子〜 半妖の夜叉姫 - 脚本協力

### その他
- アニメイトカセットコレクション 美少女戦士セーラームーン そのいち
- アニメイトカセットコレクション 美少女戦士セーラームーン そのに
- アニメイトカセットコレクション 美少女戦士セーラームーンR 帰ってきたエイルとアン！美少女戦士等の夢を現実に作戦発動！
- 金色のガッシュベル!! コーラルQの変形体操（作詞）
- 金色のガッシュベル!! Never Say BOIN BABY（雷句誠・共同作詞）
- ゾイド ムンベイの鼻歌（作詞）